# Leptoctenopsis murina
Leptoctenopsis murina är en fjärilsart som beskrevs av W. Warren 1901. Leptoctenopsis murina ingår i släktet Leptoctenopsis och familjen mätare. Inga underarter finns listade i Catalogue of Life.